# Viseu

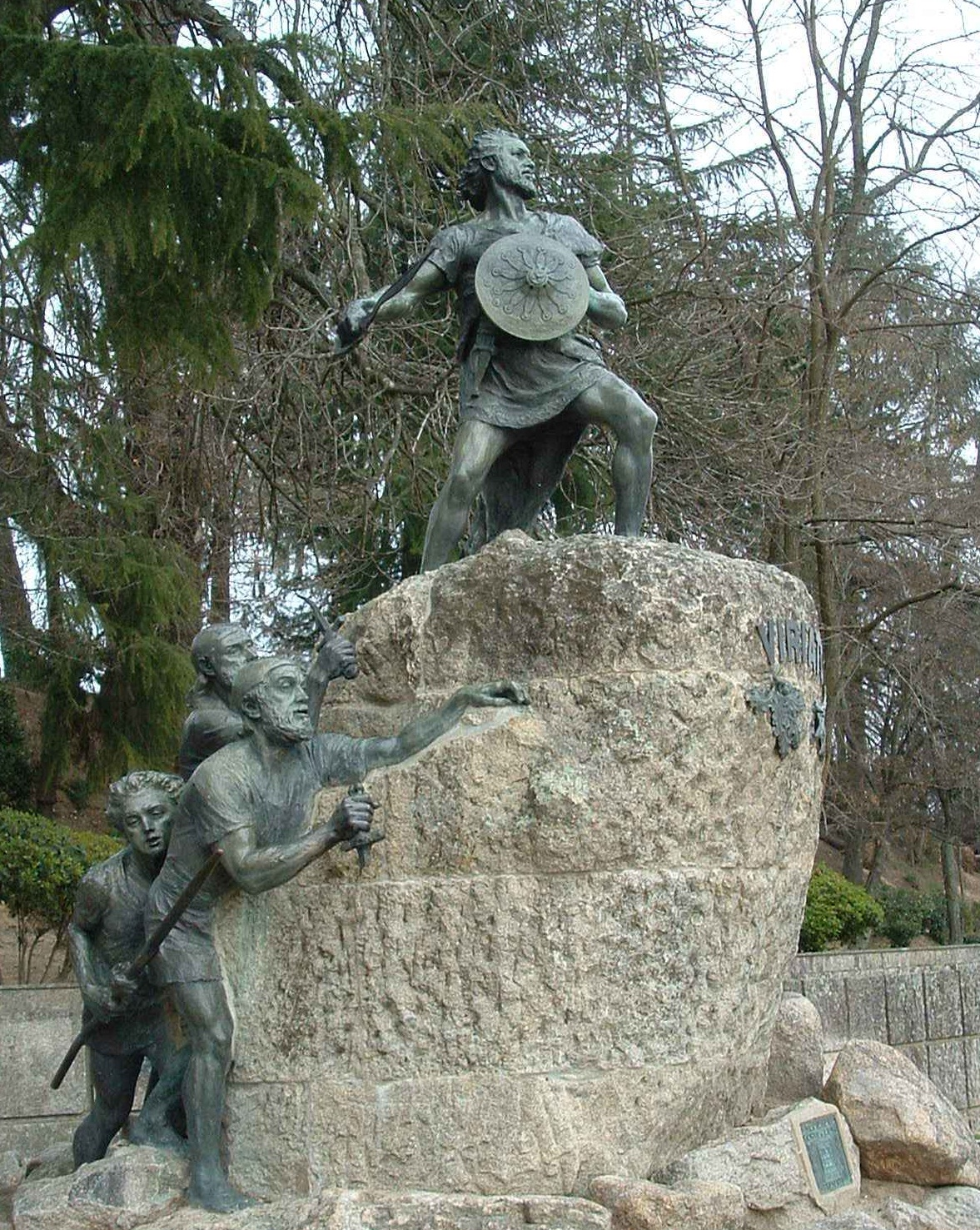
Viriathus luzitán vezér emlékműve

Viseu egy körülbelül 47–48 ezer lakosú város Portugália középső részén, az egykori Coimbra grófságban; a róla elnevezett Viseu kerület székhelye, püspöki székhely, fontos közúti csomópont, a Dão borvidék központja. Vonzáskörzetében több mint 354 ezer lakost tartanak nyilván.
Az 1960-as években a tömeges kivándorlás jelentősen csökkentette a lakosok számát, ezt a felhagyott portugál gyarmatokról az 1970-es években megindult bevándorlás ellensúlyozta; azóta a növekvés rendkívül lelassult:
- az 1970-es évek végén 83 261 fő,
- az 1991-es népszámlálás idején 83 601 fő;
- 2004-ben  47 250 fő.

## Földrajzi helyzete
A város a Dão folyó Ribeira d"Asnes nevű mellékvizének bal partja fölötti fennsíkon (Viseu-fennsík, Planalto de Viseu) épült. Nyugatról a Caramulo domb, északról a Leonil, a Montemuro és a Lapa domb, északkeletről az Arado-dombság, délről és délkeletről a Lousã domb és a Serra da Estrela hegység veszi körül. Az erősen tagolt terep legalacsonyabb pontja nagyjából 400, a legmagasabb mintegy 700 méterrel van a tenger színe fölött. A sok kis völgyecske három nagyobb folyó:
- a Vouga,
- a Dão és
- a Paiva felé tart.

## Éghajlata
A város éghajlata tipikusan mediterrán: a nyár forró és száraz, a tél hűvös és csapadékos. A mikroklímát két helyi tényező alakítja:
- a Caramulo domb, amely elállja és
- a Mondego folyó völgye, amely megkönnyíti

az óceán felől (nyugatról) beáramló nedvesebb légtömegek útját.

## Történelme
Az ókorban a luzitánok szállásterülete volt, majd (i. e. 150 körül) a Római Birodalom hódította meg. Az Ibériai-félszigetet i. e. 25 és i. e. 20 között Augustus császár Hispania Tarraconensis, Hispania Baetica és Lusitania provinciákra osztotta fel – a mai Portugália területe Lusitania része lett.
Az i. sz. 6. század elején a hispániai gót állam részévé vált.
A mórok már 693-ban (csaknem két évtizeddel a Xeres de la fronterai csata előtt) elfoglalták, és több mint egy évszázadon át meg is tartották. A város székesegyházát még a mór uralom alatt kezdték el építeni.
871-ben III. Alfonz asztúriai király foglalta vissza a mai Portugália középső részét, ahol 878-ban megszervezte Coimbra grófságot. A területet négy részre osztotta; az egyes részek központja:
- Coimbra,
- Lamego,
- Feira, illetve
- Viseu

lett.
925-ben II. Ordoño leóni király Ramiro fia (a későbbi II. Ramiro leóni király lett az első portugál grófság és Coimbra grófság hűbérura. Felvette a „portugál területek királya” címet, és ezzel névlegesen ő vált az első portugál királlyá. Királyi székhelyét 926-ban Viseuban rendezte be; ezt az udvart 930-ig tartotta fenn.
981-ben Coimbra grófságot ismét meghódította a Córdobai Kalifátus.
1009-ben a Córdobai Kalifátusból kiszakadt a Coimbra grófság területét is magába foglaló Badajoz taifa (független mór királyság).
1064-ben Nagy Ferdinánd, Kasztília és León királya visszafoglalta a móroktól a Mondego folyótól északra eső területeket, ahol másodszor is megszervezte Coimbra grófságot.
1093-ban  VI. Alfonz kasztíliai király létrehozta a második portugál grófságot; Portugália grófjává lánya férjét, Burgundi Henriket tette meg. Henrik Coimbra grófságot Portugáliához csatolta, a mozarab lakosság azonban sokáig megőrizte kulturális és szervezeti különállását az északi portugáloktól.

## Közlekedése, kapcsolatai
A városon két fontos európai főút halad át:
- az A25 (korábban IP5) jelű az atlanti tengerpartot Aveiro és Guarda repülőtereivel, tovább haladva a spanyolországi Salamanca városával köti össze;
- Az A24 (korábban IP3) jelű, a Viseutól délnyugatra ágazik le az A25-ből, és a város nyugati peremén északnak haladva, Coimbra városát is érintve köti össze Viseut a spanyol határon fekvő Chavesszel.

A városon áthaladó vasútvonalat az 1980-as években megszüntették, ezzel Viseu vált Európa egyik legnagyobb, vasúti összeköttetés nélküli városává.

## Látnivalók
A város fő látnivalói az egyházi építészet alkotásai:
- a gótikus székesegyház (alapkövét 830-ban tették le);
- nyolc további nagy templom;
- négy kápolna
- két kolostor;
- a püspöki palota.

A városon kívül áll a Szent Mihály-templom az utolsó gót király, a 711-ben, a lázadók és mór szövetségeseik ellen vívott  Xeres de la fronterai csatában elesett Roderik sírjával.

## Oktatás, kultúra

### Múzeumok
- A képzőművészeti múzeumot a város legnagyobb szülöttéről, a 16. századi portugál festészet egyik legnagyobb alakjáról, a Grão Vasco néven ismert Vasco Fernandesről (1475–1540) nevezték el – az ő nevét viseli egy szálloda, egy iskola, sőt, még egy borfajta is. A Grão Vasco Museumot a régi püspöki palotában rendezték be. A gyűjteményben nemcsak a névadó legtöbb művét találhatjuk meg, de az úgynevezett „viseui iskola” több más mesterének munkáit is.
- Az egyházművészeti múzeum a székesegyházban kapott helyet.

### Közép- és felsőoktatás
Legnagyobb felsőoktatási intézménye az Instituto Politécnico de Viseu tanárképző, műszaki és mezőgazdasági főiskola. A város folyamatosan kéri a kormányzatot, hogy fejlesszék a főiskolát egyetemmé, de egyelőre bármi eredmény nélkül.
A magánkézben lévő intézmények:
- Portugál Katolikus Egyetem (Universidade Católica Portuguesa),
- Piaget Főiskola (Instituto Piaget).

A két középiskola:
- Escola Secundária Alves Martins,
- Escola Secundária Emídio Navarro.